# المتحدة للاشعة المنزلية
مركز المتحدة للأشعة المنزلية هو مركز طبي مصري متخصص في تقديم خدمات الأشعة والفحوصات الطبية في المنازل والمستشفيات والمراكز الطبية الخاصة، ويقع مقره في منطقة المعادي – القاهرة. يهدف المركز إلى تسهيل حصول المرضى على خدمات التصوير الطبي دون الحاجة إلى التنقل، وذلك باستخدام أجهزة أشعة محمولة حديثة توفر دقة عالية في التصوير وسرعة في إصدار النتائج.

## الخدمات
يقدم مركز المتحدة للأشعة المنزلية مجموعة متنوعة من خدمات التصوير الطبي، منها:
- الأشعة العادية (X-Ray): للكشف على العظام، الصدر، والمفاصل.
- الأشعة على الأطفال وحديثي الولادة: خاصة في أقسام الحضانات والرعاية المركزة.
- الأشعة للمسنين ومرضى الحالات الحرجة: الذين يصعب نقلهم من أماكنهم.
- إصدار النتائج الفورية: مع إمكانية إرسالها إلكترونيًا للأطباء أو تسليمها ورقيًا.
- خدمات للمستشفيات والمراكز الطبية: دعم الحضانات وأقسام الطوارئ بخدمة الأشعة المتنقلة.

## سابقة الأعمال
شارك المركز في عدد من الفعاليات الطبية والرياضية، منها:
- تنظيم فحص طبي شامل (Check-up) لناشئي نادي زد الرياضي المملوك لرجل الأعمال نجيب ساويرس، وذلك بالتعاون مع معامل الفيروز وتحت إشراف الكابتن هشام حنفي لاعب الأهلي ومنتخب مصر السابق.
- تقديم خدمات الأشعة لعدد من الجمعيات الخيرية والعيادات الخاصة في مناطق المعادي وضواحيها.

## الأهداف
يهدف مركز المتحدة للأشعة المنزلية إلى:
- جعل خدمات الأشعة أكثر سهولة وتوفرًا للمرضى.
- دعم المنظومة الطبية للمستشفيات والمستوصفات الصغيرة والمتوسطة.
- توفير خدمة آمنة وسريعة بأسعار تنافسية مشابهة للمستشفيات.

## روابط خارجية
- الموقع الرسمي لمركز المتحدة للأشعة المنزلية

1. ↑  "Almotaheda Scan". Almotaheda Scan. اطلع عليه بتاريخ 2025-08-20.
2. ↑   {{استشهاد ويب}}: استشهاد فارغ! (مساعدة)